# Spiez
Spiez ['ʃpiət͡s] ist eine Einwohnergemeinde im Verwaltungskreis Frutigen-Niedersimmental des Schweizer Kantons Bern.

## Geographie
Spiez liegt am Südufer des Thunersees. Die Gemeinde Spiez erstreckt sich von einer Höhe von 558 m ü. M. (Seehöhe) bis auf 852 m ü. M. (Hondrichhügel).

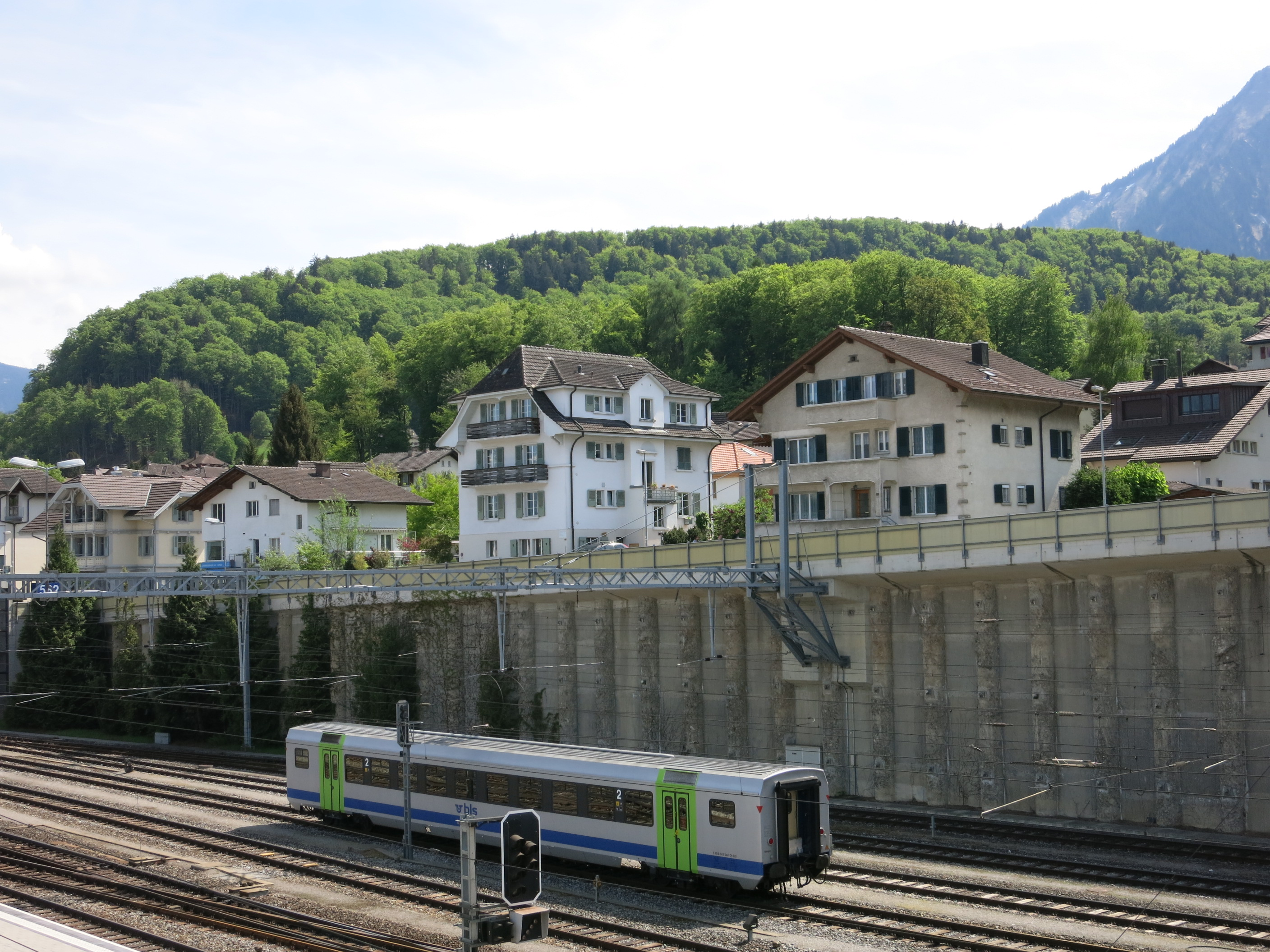
Bahnhof mit Hondrichhügel

## Geschichte

Luftbild aus 200 m von Walter Mittelholzer (1919)

Der Ortsname geht womöglich auf althochdeutsch spioz «Spiess» zurück und hätte damit ursprünglich den Gebirgsvorsprung oder die Landzunge bezeichnet, worauf der Ort liegt (nach Ernst Förstemann). Eine Rückführung auf das Keltische, wie von Johann Ulrich Hubschmied postuliert, ist rein spekulativ.
Der Geländerücken war schon in der frühen Bronzezeit besiedelt. 1280 ist der Ort als Reichslehen bezeugt, als König Rudolf I. dem zu Fusse der hochmittelalterlichen Burg liegenden Städtchen einen Wochenmarkt zugestand. 1308 wurde Freiherr Johannes von Strättligen mit Spiez belehnt, welcher Burg, Stadt, Kirchensatz und mehrere umliegende Dörfer 1338 Johann II. von Bubenberg, Schultheissen von Bern, verkaufte. Nach dem Aussterben der Bubenberger gelangte die Freiherrschaft Spiez 1506 an die von Diesbach und 1516 an die von Erlach, unter deren Herrschaft sie bis 1798 stand.
Ab 1856 entwickelte sich Spiez zum Luftkurort, und bis heute bildet der Tourismus einen wichtigen Wirtschaftszweig. Zur Reinigung des Abwassers wurde die Gemeinde an die ARA Thunersee in der Uetendorfer Allmend angeschlossen.

## Politik
Die Einwohnergemeinde besteht aus fünf sogenannten Bäuerten: Spiez, Einigen, Hondrich, Faulensee und Spiezwiler (früher Wyler). Jede dieser Teilgemeinden war für die genossenschaftliche Nutzung der den Bäuerten gehörenden Allmenden, Pflanzland, Rebland und Waldungen verantwortlich. Jede Bäuert musste auch ein Schulzimmer oder ein Schulhaus zur Verfügung stellen und unterhalten. Im Laufe des 20. Jahrhunderts wurden die Aufgaben der Bäuerten der Einwohnergemeinde (politischen Gemeinde) Spiez übertragen.
1977 wurde die Gemeindeversammlung durch den Grossen Gemeinderat mit 36 Mitgliedern abgelöst. Die unten stehende Grafik zeigt die Sitzverteilung im Grossen Gemeinderat nach den Wahlen 2024.
Die Exekutive besteht aus 7 Mitgliedern. Gemeindepräsidentin ist Jolanda Brunner (SVP, Stand 2024).
Bei den Nationalratswahlen 2023 betrugen die Wähleranteile in Spiez (in Klammern die Veränderung im Vergleich zu den Wahlen 2019 in Prozentpunkten): SVP 28,79 % (+0,85), SP 16,93 % (+3,07), glp 13,69 % (+2,01), Grüne 8,65 % (−2,97), Mitte 7,92 % (−2,62), EVP 7,69 % (+0,42), FDP 7,42 % (−0,50), EDU 5,14 % (+1,59), SD 0,37 % (−0,03).
- Grüne: 5
- SP: 5
- EVP: 3
- Freies Spiez/glp: 6
- Mitte: 1
- FDP: 3
- SVP: 11
- EDU: 2

## Sehenswürdigkeiten
Die Hauptsehenswürdigkeit ist das Schloss Spiez mit Repräsentationsräumen des 13. bis 18. Jahrhunderts. Auch der ausgedehnte Schlosspark und die über 1000-jährige frühromanische Schlosskirche ziehen viele Touristen an.
Das Rebbau- und Heimatmuseum ist in einem typischen Simmentalerhaus aus dem Jahre 1728 untergebracht. Zu besichtigen gibt es die Darstellung eines bäuerlichen Haushalts, eine vollständige Küferwerkstatt, «Trüel» mit Traubenpresse und eine Ausstellung zu den Arbeiten im Rebberg und im Keller.
Das Hotel Belvédère in Spiez war während der Fussballweltmeisterschaft 1954 Quartier der deutschen Nationalmannschaft. Der dort unter den Spielern entstandene Geist von Spiez wird als wichtiger Faktor beim Gewinn der Weltmeisterschaft angesehen.
Spiez besitzt einen der höchstgelegenen Rebberge nördlich der Alpen, auf dem «Spiezer Wein» produziert wird.
Ergänzt wird das Kulturangebot mit zahlreichen kulturellen Veranstaltungen das ganze Jahr hindurch.
Die 1974 eingeweihte Kirche der Pfarrei Bruder Klaus ist eine einzigartige Mehrzweck-Kirche, die seit 1994 unter Denkmalschutz steht; Architekt ist Justus Dahinden.

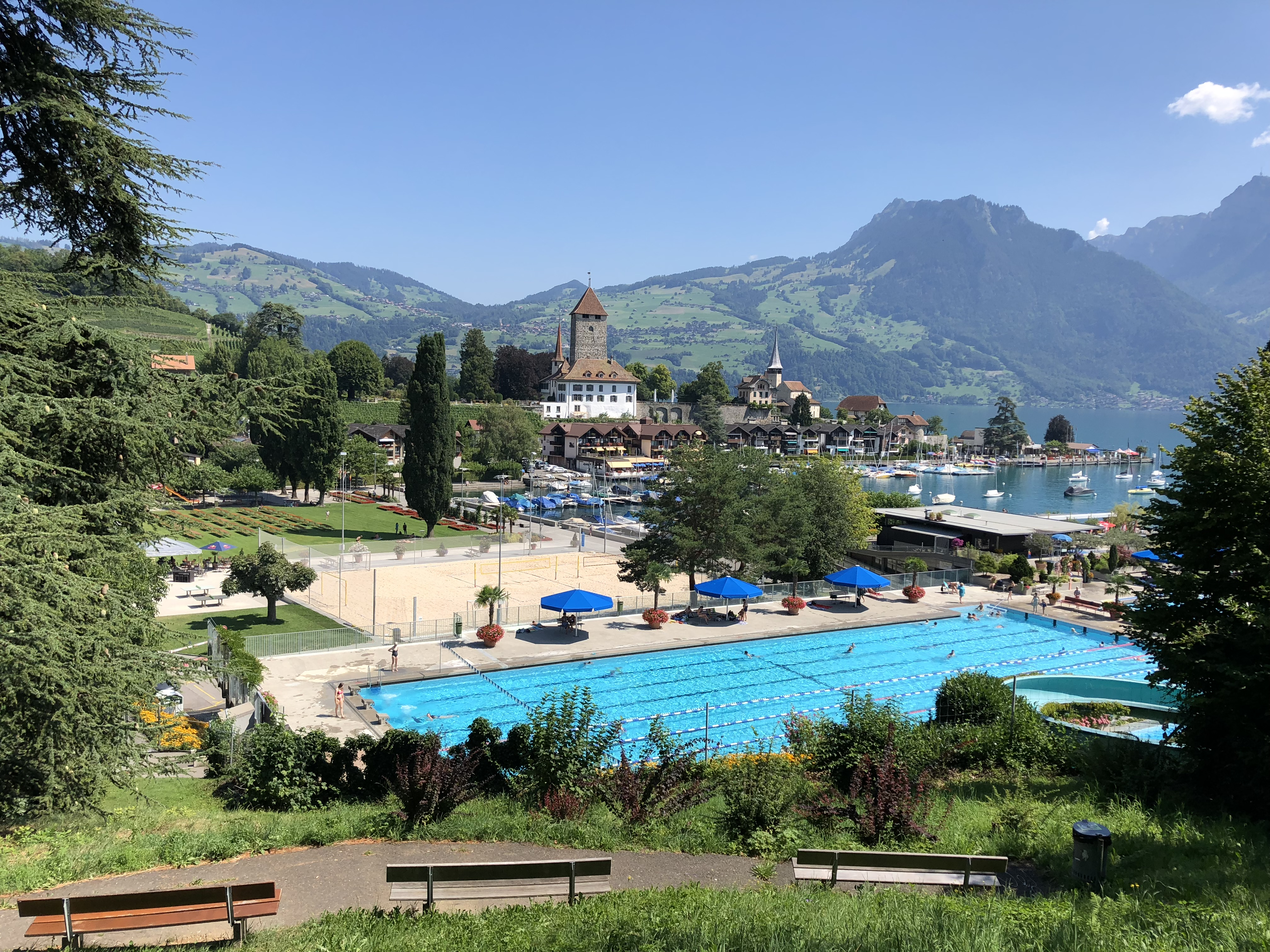
Hafen und Bad Spiez 2018
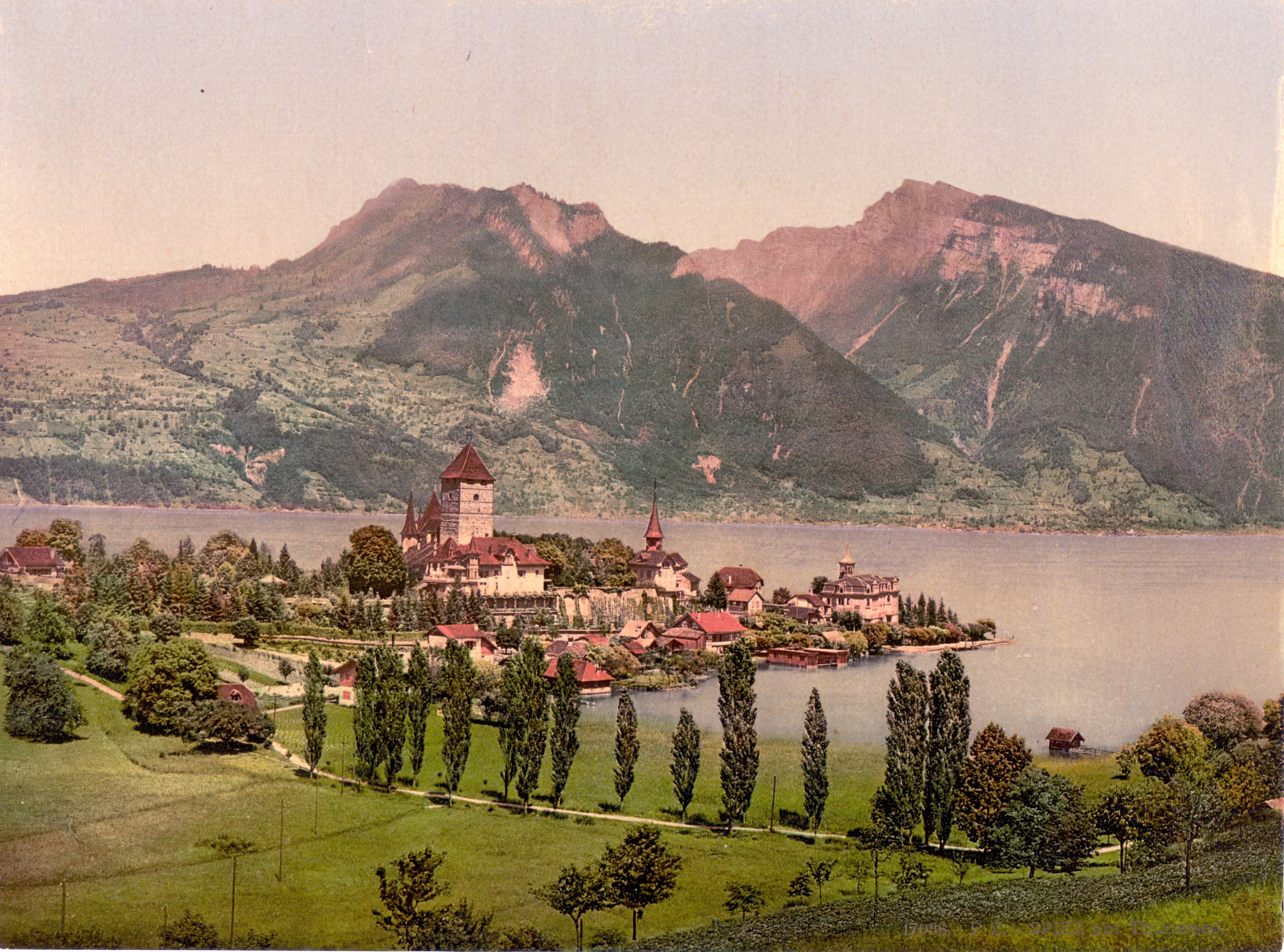
Um 1900
Teilansicht von Spiez mit Blick auf Thunersee und Schwäne, 1910
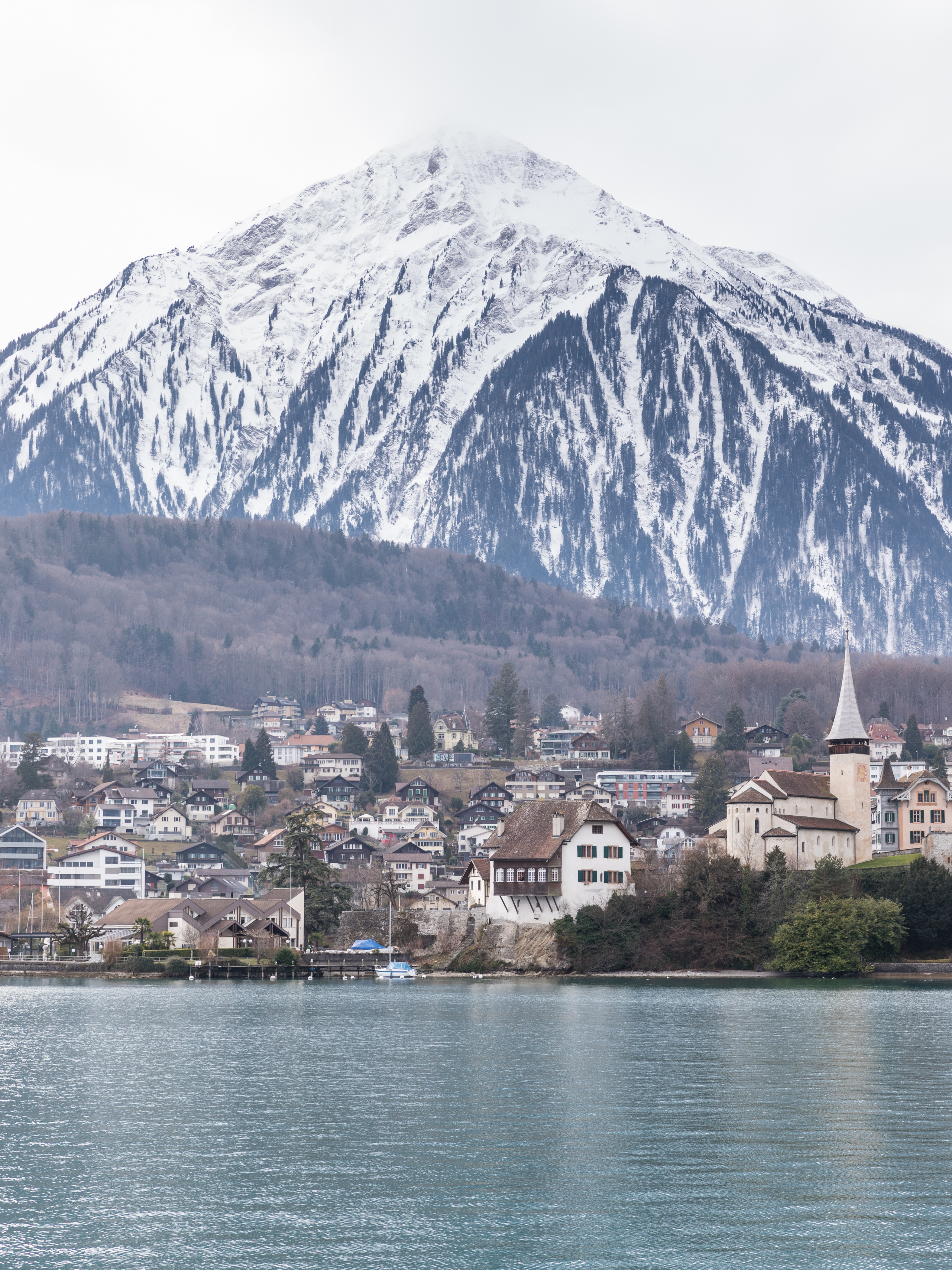
Spiez und der Niesen
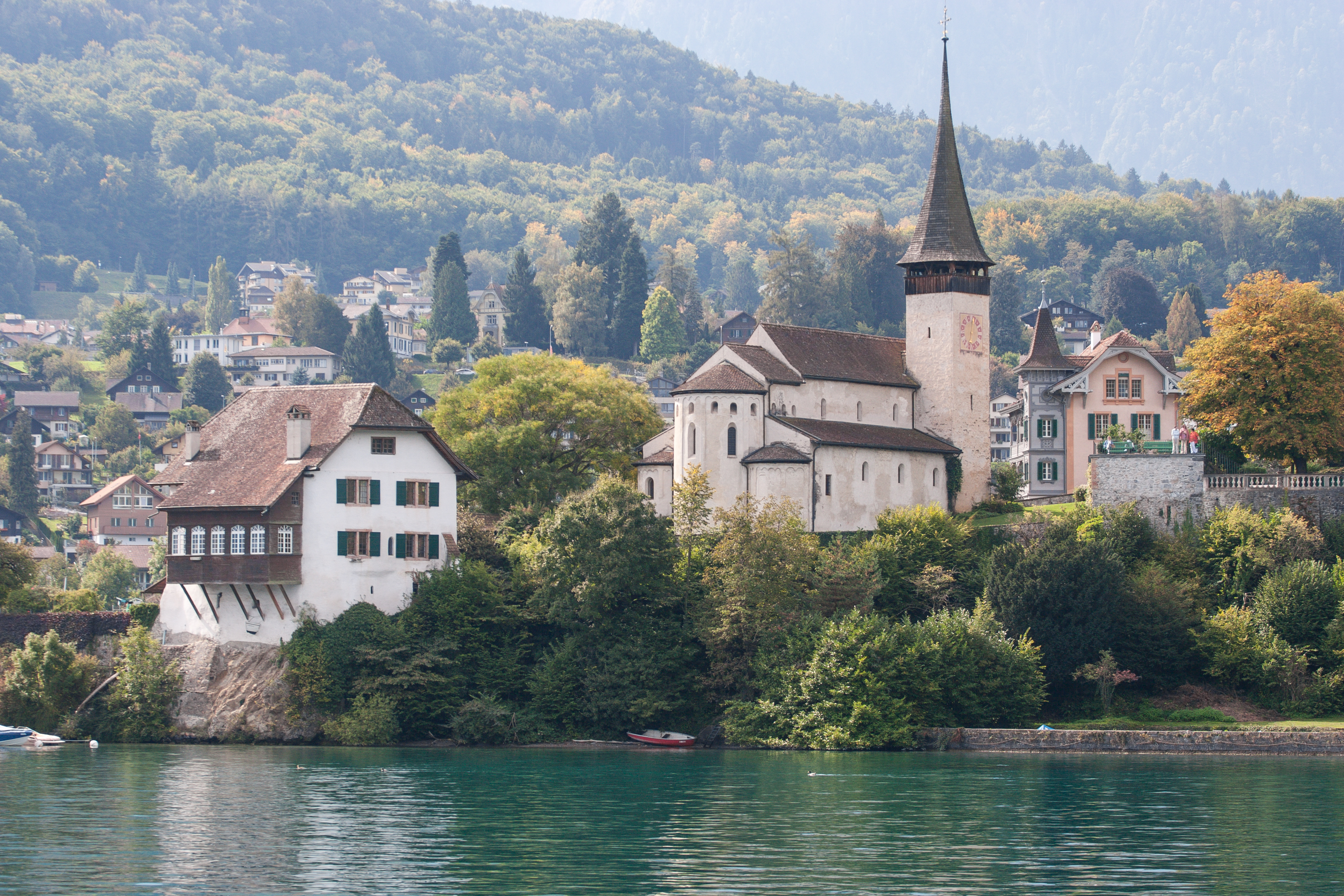
Ehem. Pfarrhaus und Schlosskirche Spiez
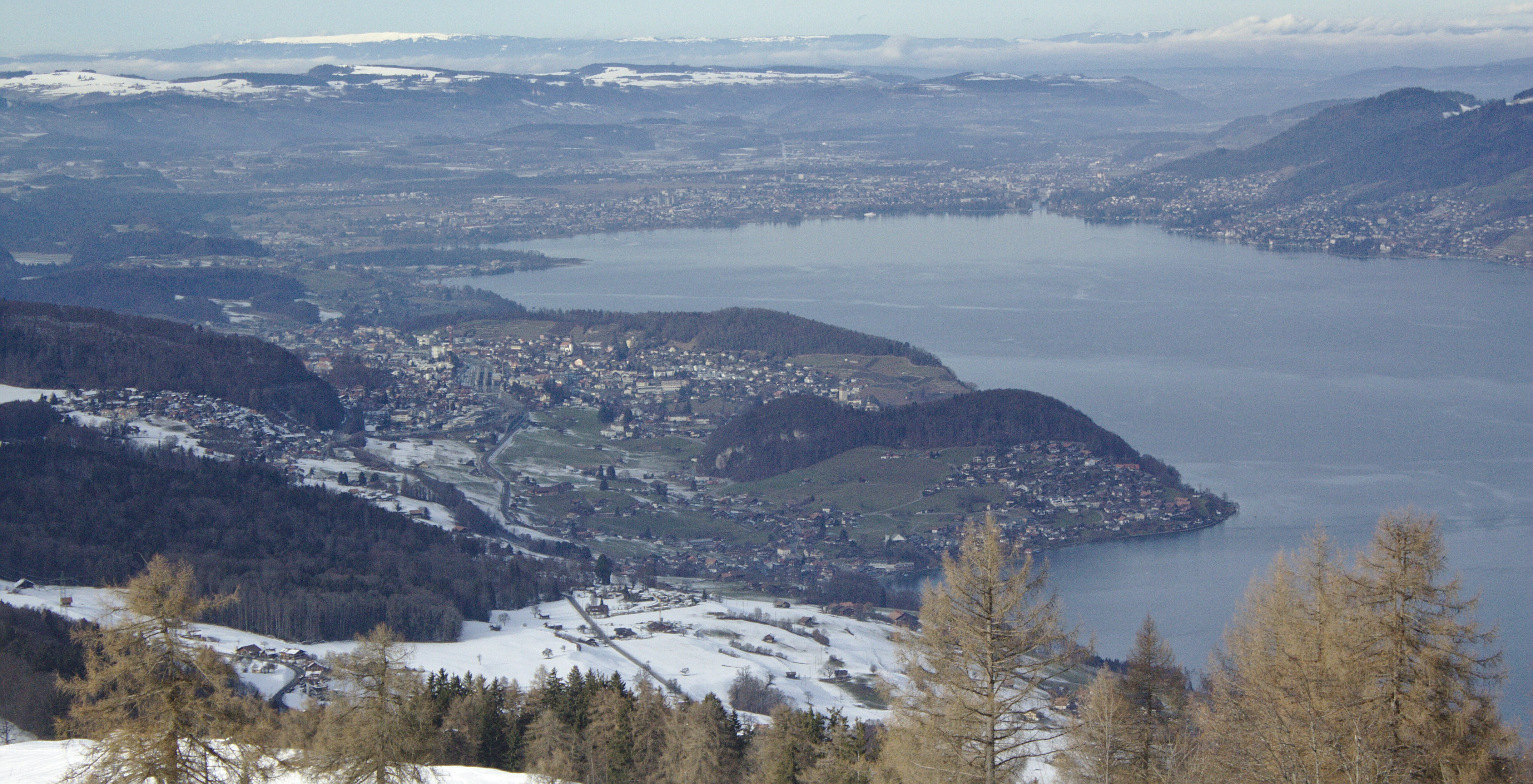
Blick auf Spiez und Faulensee

## Persönlichkeiten
- Mathilde Riede-Hurt (1906–1988), Kunststickerin
- Hans Lörtscher (1909–1990), Hochschullehrer für Tierzucht an der ETH Zürich
- Sambal Oelek, bürgerlich Andreas Müller (* 1945), Comiczeichner, Architekt und Schriftsteller
- Veronika Minder Grossenbacher (* 1948), Kuratorin, Dramaturgin und Filmregisseurin
- Werner Müller (* 1952), Architekt und Sportfunktionär
- Ursula Zybach (* 1967), Gemeinderätin und Grossrätin (SP)
- Maya Pedersen-Bieri (* 1972), Skeletonpilotin
- Caroline Steffen (* 1978), Triathletin, Weltmeisterin
- Nino Ziswiler (* 1999), Fussballspieler
- Leona Kernen (* 2005), Beachvolleyballspielerin

## Sonstiges
In Spiez befindet sich das Labor Spiez, die international anerkannte, schweizerische Fachstelle für den Schutz der Bevölkerung vor atomaren, biologischen und chemischen Bedrohungen und Gefahren.
Das Dampfschiff DS Spiez der BLS-Schifffahrt auf dem Thunersee, erbaut 1901, fährt ab 2021 wieder mit einer (neuen) Dampfmaschine, nachdem es 56 Jahre von Dieselmotoren angetrieben wurde.